# Coelorinchus jordani
Coelorinchus jordani is een straalvinnige vissensoort uit de familie van rattenstaarten (Macrouridae). De wetenschappelijke naam van de soort is voor het eerst geldig gepubliceerd in 1906 door Smith & Pope.